# Agua Linda, Jalpan
Agua Linda är en ort i Mexiko.   Den ligger i kommunen Jalpan och delstaten Puebla, i den sydöstra delen av landet, 170 km nordost om huvudstaden Mexico City. Agua Linda ligger 581 meter över havet och antalet invånare är 630.
Terrängen runt Agua Linda är huvudsakligen kuperad, men den allra närmaste omgivningen är platt. Agua Linda ligger uppe på en höjd. Runt Agua Linda är det tätbefolkat, med 297 invånare per kvadratkilometer. Närmaste större samhälle är Tlaxco, 17,0 km väster om Agua Linda. I omgivningarna runt Agua Linda växer huvudsakligen savannskog.